# Gelato
El gelato (en italiano ‘helado’, plural gelati) es un postre helado Italiano, parecido y antecesor del helado. Está elaborado con una base de 3,25% de grasa láctea, leche entera y azúcar, pudiendo incluir frutas, frutos secos, chocolate, huevos, café, u otros ingredientes frescos en función del sabor específico que se desea obtener. La mezcla de ingredientes suele hacerse en caliente, incluyendo la pasteurización. El gelato tiene un menor contenido de grasa butírica que otras tipologías de postres helados. El gelato contiene un 70% menos de aire y más saborizante natural que otros tipos de postres congelados, lo que le da una cremosidad y riqueza que lo distingue de otros helados.

## Historia
El artista toscano Bernardo Buontalenti es considerado el precursor del helado. Sin embargo, la creación del gelato, en su forma moderna, fue obra del cocinero siciliano Francesco Procopio dei Coltelli, quien, tras formarse como cocinero y experimentar sus creaciones entre Palermo y Florencia, a finales del  siglo XVII abrió su "Café Procope" en París e introdujo el gelato en su local, ganando notoriedad primero en París y luego en el resto de Europa. Gracias a su gelato, Procopio obtuvo una licencia real exclusiva emitida por el rey Luis XIV, convirtiéndose en ese momento en el único productor del postre helado en el reino.
A finales del siglo XIX, en la ciudad de Varese (en el norte de Italia), se desarrolló el primer carrito de helados, mientras, en la primera mitad del siglo XX, diferentes innovaciones facilitaron la producción automática de helado. Se creó en Bologna la Motogelatiera, que fue la primera máquina automática que hizo gelato. Otras innovaciones, como el congelador por lotes, facilitaron el almacenamiento de postres congelados como el gelato. Alrededor de la década de 1940, Bruto Carpigiani, trabajó para crear máquinas que hicieran la producción de helado más segura y fácil. Hoy en día, la empresa Carpigiani, es uno de los mayores fabricantes de maquinaria para gelatos. En la actualidad el gelato italiano es conocido en todo el mundo e Italia es el único país donde la cuota de mercado del gelato artesanal, frente al helado producido en serie, supera el 55%.

## Sabores
Los sabores tradicionales del gelato consisten en vainilla, chocolate, avellana, almendra, pistacho, crema (también conocida como natillas), zabaione y stracciatella (fior di latte gelato con trozos de chocolate). El fior di latte ("flor de leche") es un helado a base de leche natural, sin otros saborizantes y sin huevos añadidos.
Otros sabores clásicos son afrutados, como frambuesa, fresa, manzana, limón y naranja.

## Producción
El proceso consiste en calentar los ingredientes a 85 °C (185 °F) para su pasteurización. Luego, se baja a 5 °C (41 °F) y se mezcla hasta obtener la textura deseada.
El proceso en frío mezcla los ingredientes y se coloca en el congelador.
En el proceso de "sprint", se agrega leche o agua a un paquete de ingredientes que luego se mezcla y se mezcla.
Al igual que con otros helados, el azúcar en el gelato evita que se congele al unirse al agua e interferir con la formación normal de cristales de hielo. Esto crea cristales de hielo más pequeños y da como resultado la textura suave del gelato. Los helados comerciales estadounidenses se endulzan típicamente con sacarosa, dextrosa o azúcar invertido e incluyen un estabilizador como la goma guar.